# Odd Aalen
Odd Aalen (Oslo, 1947. május 6. –) norvég statisztikus. 1975-ben szerezte meg PhD-jét az University of California, Berkeley egyetemen. A statisztikákon kívül túlélés-analízissel és okozati következményekkel foglalkozik.